# Ligat ha’Al 2013/14
Die Ligat ha’Al 2013/14 war die 15. Saison seit ihrer Einführung unter diesem Namen im Jahre 1999 und die 72. Spielzeit der höchsten israelischen Spielklasse im Männerfußball. Sie begann am 24. August 2013 und endete am 17. Mai 2014.
Titelverteidiger war Maccabi Tel Aviv.

## Mannschaften
| Verein                      | Stadt           | Stadion                            | Kapazität |
| --------------------------- | --------------- | ---------------------------------- | --------- |
| Hapoel Akko                 | Akkon           | Städtisches Stadion Akko           | 05.000    |
| MS Aschdod                  | Aschdod         | HaYud-Alef-Stadion                 | 07.800    |
| Hapoel Be’er Scheva         | Be’er Scheva    | Arthur-Vasermil-Stadion            | 13.000    |
| Hapoel Haifa                | Haifa           | Kiryat-Eliezer-Stadion             | 14.002    |
| Maccabi Haifa               | Haifa           | Kiryat-Eliezer-Stadion             | 14.002    |
| Beitar Jerusalem            | Jerusalem       | Teddy-Stadion                      | 31.733    |
| Hapoel Ironi Kirjat Schmona | Kirjat Schmona  | Städtisches Stadion Kirjat Schmona | 05.300    |
| Maccabi Petach Tikwa        | Petach Tikwa    | HaMoshava-Stadion 1                | 11.500    |
| Hapoel Ra’anana             | Ra’anana        | Levita-Stadion                     | 05.800    |
| Hapoel Ironi HaScharon      | Ramat haScharon | Städtisches Stadion Herzlia 1      | 08.100    |
| FC Bnei Sachnin             | Sachnin         | Doha-Stadion                       | 08.500    |
| Bne Jehuda Tel Aviv         | Tel Aviv-Jaffa  | Bloomfield-Stadion                 | 14.413    |
| Hapoel Tel Aviv             | Tel Aviv-Jaffa  | Bloomfield-Stadion                 | 14.413    |
| Maccabi Tel Aviv            | Tel Aviv-Jaffa  | Bloomfield-Stadion                 | 14.413    |

## Vorrunde
In der Vorrunde wurde eine Doppelrunde zwischen allen 14 Mannschaften ausgespielt. Anschließend qualifizierten sich die sechs bestplatzierten Vereine für die Meisterrunde, in der neben der israelischen Meisterschaft auch die internationalen Startplätze ausgespielt wurden. Die weiteren acht Vereine spielten in der Abstiegsrunde gegen den Abstieg in die zweitklassige Liga Leumit.

### Tabelle
| Pl. | Verein                      | Sp. | S  | U | N  | Tore    | Diff. | Punkte |
| --- | --------------------------- | --- | -- | - | -- | ------- | ----- | ------ |
| 1.  | Maccabi Tel Aviv (M)        | 26  | 21 | 3 | 2  | 058:180 | +40   | 66     |
| 2.  | Hapoel Be’er Scheva         | 26  | 18 | 5 | 3  | 048:190 | +29   | 59     |
| 3.  | Hapoel Ironi Kirjat Schmona | 26  | 12 | 8 | 6  | 038:260 | +12   | 44     |
| 4.  | Maccabi Haifa               | 26  | 13 | 5 | 8  | 039:300 | +9    | 44     |
| 5.  | FC Bnei Sachnin             | 26  | 11 | 7 | 8  | 030:250 | +5    | 40     |
| 6.  | Hapoel Tel Aviv             | 26  | 11 | 6 | 9  | 051:380 | +13   | 39     |
| 7.  | MS Aschdod                  | 26  | 8  | 7 | 11 | 028:350 | −7    | 31     |
| 8.  | Hapoel Haifa                | 26  | 8  | 7 | 11 | 027:340 | −7    | 31     |
| 9.  | Beitar Jerusalem            | 26  | 8  | 6 | 12 | 021:280 | −7    | 30     |
| 10. | Hapoel Akko                 | 26  | 6  | 9 | 11 | 024:370 | −13   | 27     |
| 11. | Hapoel Ra’anana (N)         | 26  | 6  | 8 | 12 | 020:330 | −13   | 26     |
| 12. | Maccabi Petach Tikwa (N)    | 26  | 5  | 8 | 13 | 028:450 | −17   | 23     |
| 13. | Bne Jehuda Tel Aviv         | 26  | 4  | 8 | 14 | 026:390 | −13   | 20     |
| 14. | Hapoel Ironi HaScharon      | 26  | 5  | 5 | 16 | 021:520 | −31   | 20     |

Platzierungskriterien: 1. Punkte – 2. Tordifferenz – 3. Siege – 4. geschossene Tore – 5. Direkter Vergleich (Punkte, Tordifferenz, geschossene Tore) – 6. play-off
| (M) | amtierender israelischer Meister |
| (N) | Neuaufsteiger der letzten Saison |

### Kreuztabelle
| 2013/14                     | Beitar Jerusalem | Bne Jehuda Tel Aviv | FC Bnei Sachnin | MS Aschdod | Hapoel Akko | Hapoel Be’er Scheva | Hapoel Haifa | Hapoel Ra’anana | Hapoel Tel Aviv | Hapoel Ironi Kirjat Schmona | Hapoel Ironi HaSharon | Maccabi Haifa | Maccabi Petach Tikwa | Maccabi Tel Aviv |
| --------------------------- | ---------------- | ------------------- | --------------- | ---------- | ----------- | ------------------- | ------------ | --------------- | --------------- | --------------------------- | --------------------- | ------------- | -------------------- | ---------------- |
| Beitar Jerusalem            |                  | 2:1                 | 0:1             | 2:0        | 1:0         | 0:2                 | 0:1          | 1:1             | 1:0             | 1:4                         | 0:1                   | 1:0           | 1:0                  | 1:2              |
| Bne Jehuda Tel Aviv         | 0:0              |                     | 2:4             | 1:0        | 1:0         | 1:2                 | 2:2          | 0:0             | 2:2             | 0:0                         | 0:1                   | 0:2           | 2:4                  | 0:2              |
| FC Bnei Sachnin             | 0:0              | 0:1                 |                 | 2:1        | 1:0         | 0:4                 | 2:0          | 2:0             | 4:0             | 1:1                         | 1:1                   | 0:0           | 0:2                  | 0:2              |
| MS Aschdod                  | 1:0              | 1:0                 | 0:0             |            | 0:0         | 2:2                 | 1:0          | 1:2             | 4:5             | 2:1                         | 3:0                   | 3:2           | 2:0                  | 0:0              |
| Hapoel Akko                 | 0:0              | 3:2                 | 0:2             | 1:1        |             | 1:2                 | 2:1          | 0:0             | 2:1             | 2:1                         | 4:3                   | 1:1           | 1:3                  | 0:2              |
| Hapoel Be’er Scheva         | 2:0              | 2:0                 | 2:1             | 2:0        | 1:1         |                     | 1:0          | 0:0             | 2:0             | 0:2                         | 0:0                   | 3:1           | 3:0                  | 3:2              |
| Hapoel Haifa                | 2:2              | 2:1                 | 2:0             | 1:1        | 0:0         | 1:3                 |              | 1:1             | 0:4             | 2:0                         | 3:0                   | 0:1           | 0:1                  | 1:3              |
| Hapoel Ra’anana             | 2:2              | 0:2                 | 0:1             | 3:0        | 1:3         | 1:0                 | 0:2          |                 | 1:4             | 0:2                         | 1:2                   | 1:0           | 1:0                  | 0:2              |
| Hapoel Tel Aviv             | 3:1              | 2:2                 | 0:0             | 2:1        | 2:0         | 1:3                 | 4:0          | 0:0             |                 | 1:1                         | 3:0                   | 2:4           | 3:1                  | 2:3              |
| Hapoel Ironi Kirjat Schmona | 1:0              | 2:1                 | 1:1             | 1:0        | 2:0         | 0:1                 | 2:0          | 0:0             | 2:2             |                             | 4:1                   | 2:1           | 0:0                  | 3:1              |
| Hapoel Ironi HaScharon      | 0:2              | 1:0                 | 0:1             | 2:3        | 1:1         | 0:4                 | 0:2          | 1:3             | 0:5             | 0:2                         |                       | 1:2           | 2:0                  | 0:3              |
| Maccabi Haifa               | 2:0              | 2:2                 | 2:1             | 2:1        | 2:1         | 0:0                 | 0:1          | 3:1             | 3:1             | 3:1                         | 1:1                   |               | 1:0                  | 0:3              |
| Maccabi Petach Tikwa        | 1:3              | 2:2                 | 1:3             | 1:1        | 1:1         | 1:3                 | 1:1          | 1:0             | 0:2             | 3:3                         | 3:3                   | 0:3           |                      | 0:2              |
| Maccabi Tel Aviv            | 1:0              | 1:0                 | 4:1             | 2:0        | 5:0         | 3:1                 | 2:2          | 3:1             | 1:0             | 3:0                         | 1:0                   | 3:1           | 2:2                  |                  |

## Meisterrunde
Die Vereine auf den Plätzen 1–6 nach der Vorrunde spielten im Anschluss um die Meisterschaft. Dabei wurden die Ergebnisse aller 26 Vorrundenspiele übertragen und zwischen den sechs Teams eine weitere Doppelrunde ausgetragen.

### Abschlusstabelle
| Pl. | Verein                      | Sp. | S  | U  | N  | Tore    | Diff. | Punkte |
| --- | --------------------------- | --- | -- | -- | -- | ------- | ----- | ------ |
| 1.  | Maccabi Tel Aviv (M)        | 36  | 26 | 6  | 4  | 076:300 | +46   | 84     |
| 2.  | Hapoel Be’er Scheva         | 36  | 20 | 8  | 8  | 056:330 | +23   | 68     |
| 3.  | Hapoel Ironi Kirjat Schmona | 36  | 18 | 10 | 8  | 059:380 | +21   | 64     |
| 4.  | Hapoel Tel Aviv             | 36  | 16 | 10 | 10 | 072:470 | +25   | 58     |
| 5.  | Maccabi Haifa               | 36  | 15 | 8  | 13 | 049:460 | +3    | 53     |
| 6.  | FC Bnei Sachnin             | 36  | 13 | 8  | 15 | 037:470 | −10   | 47     |

Platzierungskriterien: 1. Punkte – 2. Tordifferenz – 3. Siege – 4. geschossene Tore – 5. Direkter Vergleich (Punkte, Tordifferenz, geschossene Tore) – 6. play-off
| (M) | amtierender israelischer Meister |

### Kreuztabelle
| 2013/14                     | FC Bnei Sachnin | Hapoel Be’er Scheva | Hapoel Tel Aviv | Hapoel Ironi Kirjat Schmona | Maccabi Haifa | Maccabi Tel Aviv |
| --------------------------- | --------------- | ------------------- | --------------- | --------------------------- | ------------- | ---------------- |
| FC Bnei Sachnin             |                 | 0:0                 | 1:3             | 1:4                         | 0:2           | 2:1              |
| Hapoel Be’er Scheva         | 2:0             |                     | 1:1             | 0:2                         | 1:1           | 1:2              |
| Hapoel Tel Aviv             | 3:0             | 1:2                 |                 | 4:2                         | 4:0           | 3:1              |
| Hapoel Ironi Kirjat Schmona | 2:0             | 3:0                 | 1:1             |                             | 1:0           | 2:2              |
| Maccabi Haifa               | 1:2             | 2:1                 | 1:1             | 1:3                         |               | 2:2              |
| Maccabi Tel Aviv            | 4:1             | 2:0                 | 0:0             | 3:1                         | 1:0           |                  |

## Abstiegsrunde
Die Vereine auf den Plätzen 7–14 nach der Vorrunde spielten im Anschluss gegen den Abstieg. Dabei wurden die Ergebnisse aller 26 Vorrundenspiele übertragen und zwischen den acht Teams nur eine Einfachrunde ausgetragen. Die vier bestplatzierten Vereine der Vorrunde erhielten dabei ein Heimspiel mehr als die anderen Vier. Nach Abschluss der Runde stiegen die Mannschaften auf den Rängen 13 und 14 in die zweitklassige Liga Leumit ab.

### Abschlusstabelle
| Pl. | Verein                   | Sp. | S  | U  | N  | Tore    | Diff. | Punkte |
| --- | ------------------------ | --- | -- | -- | -- | ------- | ----- | ------ |
| 7.  | Beitar Jerusalem         | 33  | 12 | 6  | 15 | 031:320 | −1    | 42     |
| 8.  | MS Aschdod               | 33  | 10 | 9  | 14 | 035:450 | −10   | 39     |
| 9.  | Hapoel Ra’anana (N)      | 33  | 9  | 11 | 13 | 031:400 | −9    | 38     |
| 10. | Hapoel Akko              | 33  | 8  | 12 | 13 | 030:420 | −12   | 36     |
| 11. | Hapoel Haifa             | 33  | 9  | 7  | 17 | 030:450 | −15   | 34     |
| 12. | Maccabi Petach Tikwa (N) | 33  | 8  | 9  | 16 | 039:570 | −18   | 33     |
| 13. | Hapoel Ironi HaScharon   | 33  | 9  | 6  | 18 | 029:590 | −30   | 33     |
| 14. | Bne Jehuda Tel Aviv      | 33  | 7  | 10 | 16 | 032:450 | −13   | 31     |

Platzierungskriterien: 1. Punkte – 2. Tordifferenz – 3. Siege – 4. geschossene Tore – 5. Direkter Vergleich (Punkte, Tordifferenz, geschossene Tore) – 6. play-off
| (N) | Neuaufsteiger der letzten Saison |

### Kreuztabelle
| 2013/14                | Beitar Jerusalem | Bne Jehuda Tel Aviv | MS Aschdod | Hapoel Akko | Hapoel Haifa | Hapoel Ra’anana | Hapoel Ironi HaSharon | Maccabi Petach Tikwa |
| ---------------------- | ---------------- | ------------------- | ---------- | ----------- | ------------ | --------------- | --------------------- | -------------------- |
| Beitar Jerusalem       |                  | -                   | -          | 1:0         | 0:2          | -               | 4:0                   | 3:0                  |
| Bne Jehuda Tel Aviv    | 1:0              |                     | 1:1        | -           | -            | 1:3             | -                     | -                    |
| MS Aschdod             | -                | -                   |            | 1:0         | 4:1          | -               | 0:1                   | 0:5                  |
| Hapoel Akko            | -                | 1:1                 | -          |             | 1:0          | 1:1             | 1:2                   | -                    |
| Hapoel Haifa           | 1:0              | 0:1                 | -          | -           |              | 0:2             | 0:1                   | -                    |
| Hapoel Ra’anana        | 0:2              | -                   | 1:1        | -           | -            |                 | -                     | 4:2                  |
| Maccabi Petach Tikwa   | -                | 1:0                 | -          | -           | 0:0          | :               |                       | 4:1                  |
| Hapoel Ironi HaScharon | -                | 0:1                 | -          | -           | 0:0          | -               | 4:1                   |                      |

## Torschützenlisten
| Pl. | Name             | Team                        | Tore |
| --- | ---------------- | --------------------------- | ---- |
| 01. | Eran Zahavi      | Maccabi Tel Aviv            | 29   |
| 02. | Omer Damari      | Hapoel Tel Aviv             | 26   |
| 03. | Alon Turgeman    | Maccabi Haifa               | 15   |
| 04. | Rade Prica       | Maccabi Tel Aviv            | 12   |
| 05. | David Manga      | Hapoel Ironi Kirjat Schmona | 11   |
| 05. | Žarko Korać      | Hapoel Haifa                | 11   |
| 05. | Mohammed Kalibat | FC Bnei Sachnin             | 11   |
| 05. | Rayo             | Maccabi Haifa               | 11   |
| 05. | Glynor Plet      | Hapoel Be’er Scheva         | 11   |
| 10. | Maor Buzaglo     | Hapoel Be’er Scheva         | 10   |